# José Luiz Nanci
José Luiz Nanci (São Gonçalo, 11 de junho de 1952) é um médico e político brasileiro filiado ao Cidadania. Foi vereador, secretário de saúde e prefeito da cidade de São Gonçalo, além de deputado estadual por dois mandatos.

## Vida pessoal e política
Nascido no bairro Zé Garoto, em São Gonçalo, cidade onde foi criado e até hoje reside, José Luiz Nanci se formou em Medicina. Casado e pai de dois filhos, em sua vida profissional, o médico já se responsabilizou por mais de 40 mil anestesias. Em 1992, foi eleito vereador pela primeira vez em São Gonçalo, feito repetido, consecutivamente, mais outras quatro vezes, somando cinco mandatos. 
Em 2006, concorreu a uma vaga na Câmara dos Deputados, ficando como suplente. Durante o cumprimento de seu quinto mandato consecutivo no legislativo gonçalense, em 2010, José Luiz Nanci se lançou em campanha para deputado estadual do Rio de Janeiro. Alcançou a vitória e se elegeu para seu primeiro mandato na Assembleia Legislativa do Estado do Rio de Janeiro (Alerj), onde atuou como 4º Secretário da casa. Atuou como Secretário de Envelhecimento Saudável e Qualidade de Vida durante os primeiros meses do governo de Luiz Fernando Pezão.  Em abril de 2015, em polêmica votação, foi um dos parlamentares a votar a favor da nomeação de Domingos Brazão para o Tribunal de Contas do Estado do Rio de Janeiro, nomeação esta muito criticada na época.
Em agosto de 2016, decide se candidatar a prefeitura de São Gonçalo, seu reduto eleitoral, numa coligação composta pelo Partido Popular Socialista, pelo Partido Social Liberal e pelo Solidariedade, de onde veio seu companheiro de chapa, o vereador Ricardo Pericar. Após ter sido o mais votado no primeiro turno, foi eleito em 30 de outubro prefeito da cidade ao derrotar Dejorge Patrício, candidato do PRB. Tomou posse do cargo em 1° de janeiro do ano seguinte.
No cargo, enfrentou instabilidade política, que ocasionou até o rompimento com o vice, Ricardo Pericar, que posteriormente o denunciou ao Ministério Público e ao Tribunal de Contas do Estado apontando irregularidades num contrato da prefeitura com uma empresa de limpeza por R$ 10 milhões. Nas eleições de 2020, Nanci tenta a reeleição para o cargo, mas recebe apenas 7,24% dos votos, terminando em quinto lugar na disputa.